# Guy Martinolle

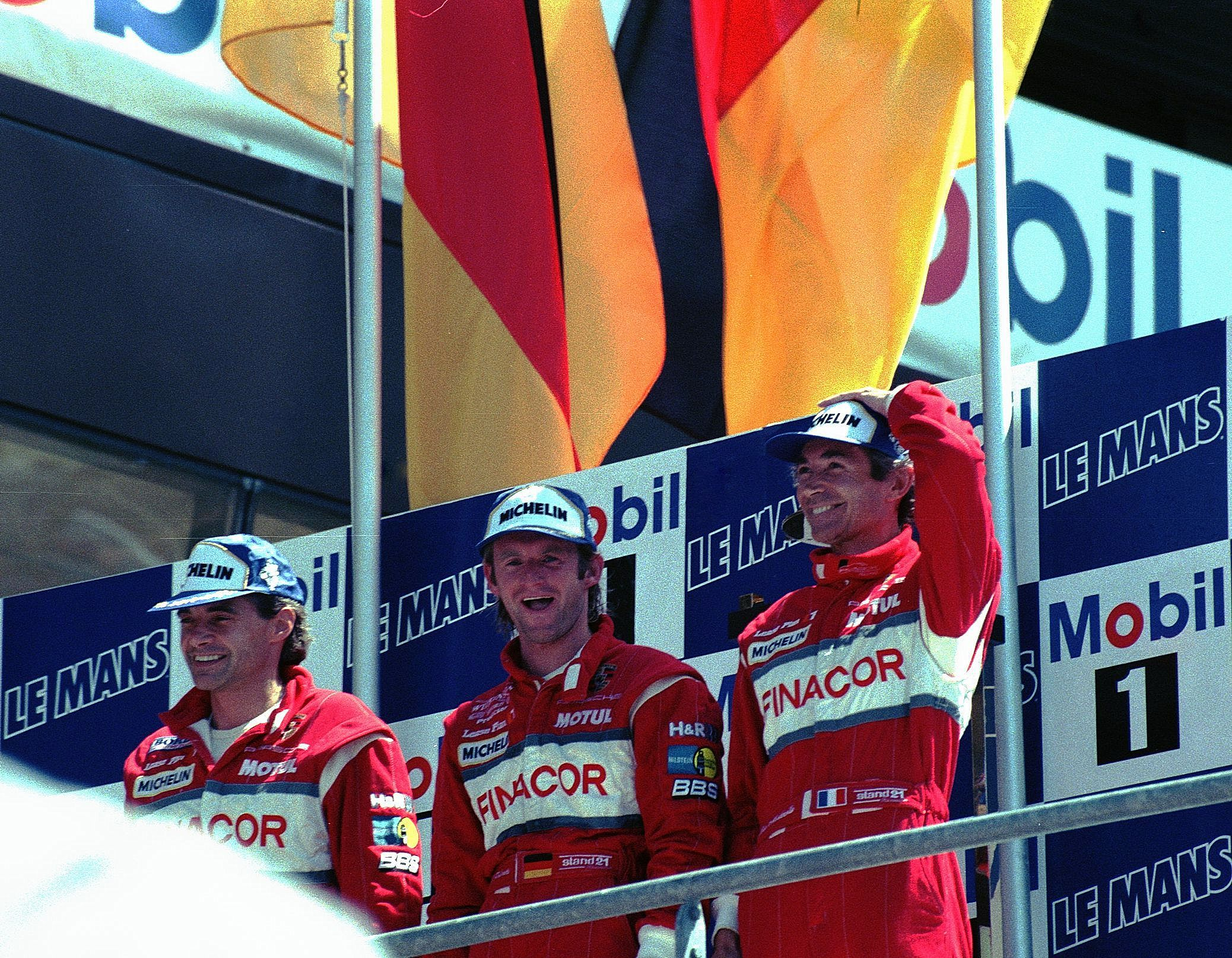
Guy Martinolle (rechts) am Siegerpodest der 24 Stunden von Le Mans 1996

Guy Martinolle (* 1. August 1951 in Toulouse) ist ein ehemaliger französischer Autorennfahrer.

## Karriere im Motorsport
Guy Martinolle war in den 1990er-Jahren im GT- und Sportwagensport aktiv. Die Rennaktivitäten begannen im Porsche Carrera Cup Frankreich und führten ihn über diverse GT-Rennserien zum Klassensieg beim 24-Stunden-Rennen von Le Mans 1996. Als Partner von Ralf Kelleners und Bruno Eichmann war der 12. Gesamtrang im Roock Racing-Porsche 911 GT2 gleichzeitig der Sieg in der GT2-Klasse.  1997 wiederholte er den Klassensieg; diesmal waren Michel Neugarten und Jean-Claude Lagniez seine Teamkollegen.
Abseits von Le Mans, wo er insgesamt viermal am Start war, bestritt er Rennen in der FIA-GT- und der französischen GT-Meisterschaft.

## Statistik

### Le-Mans-Ergebnisse
| Jahr | Team                 | Fahrzeug             | Teamkollege        | Teamkollege         | Platzierung             | Ausfallgrund |
| ---- | -------------------- | -------------------- | ------------------ | ------------------- | ----------------------- | ------------ |
| 1996 | Roock Racing         | Porsche 911 GT2      | Ralf Kelleners     | Bruno Eichmann      | Rang 12 und Klassensieg |              |
| 1997 | Elf Haberthur Racing | Porsche 911 GT2      | Michel Neugarten   | Jean-Claude Lagniez | Rang 9 und Klassensieg  |              |
| 1999 | Paul Belmondo Racing | Chrysler Viper GTS-R | Emmanuel Clérico   | Jean-Claude Lagniez | Rang 16                 |              |
| 2000 | Paul Belmondo Racing | Chrysler Viper GTS-R | Boris Derichebourg | Jean-Claude Lagniez | Ausfall                 | Motorschaden |